# ابوالفضل مهدی پور روشن
ابوالفضل مهدی پور روشن(۲۸ مرداد ۱۳۸۳ – ۳۰ شهریور ۱۴۰۱) شهروند ایرانی ساکن بابل و یکی از کشته‌شدگان خیزش ۱۴۰۱ ایران بود. او در ۳۰ شهریور ۱۴۰۱ به دست مأموران حکومتی جمهوری اسلامی بر اثر شلیک مستقیم گلوله به پشت سر به قتل رسید.

## زندگی‌نامه
ابوالفضل مهدی پور مرداد ۱۳۸۳ در شهرستان بابل به دنیا آمد. او نیز در پیشه سنگ کاری فعالیت داشته، و به همراه پدر و مادر خود در شهر بابل روستایی بنام روشن‌آباد زندگی می‌کرد.

### شعار
این انقلاب آرزوها رو در ما جوانها کشتند،
» با آرزوهایم دفن می‌شوم تا بذر آرزو برای خواهران و برادرانم جوانه بزند.»

## کشته‌شدن
وقتی شنیدم روز ۳۰ام شهریور قرار است، که در قائم‌شهر تظاهرات بشه تصمیم گرفتم بروم و اعتراض کنم.

آن روز ساعت ۴ که از سرکارم (سنگ کاری) برگشتم، لباس‌هام رو عوض کردم و راه افتادم. مادرم می‌گفت که این مأمورای رژیم بی‌رحمن ولی به مادرم گفتم در راهی قدم گذاشته‌ام که نباید برایم ناراحت باشی. بهش گفتم که شاد باش به مادرم گفتم که برای همه پدر و مادرها، برای همه خواهر و برادرها، برای همهٔ فرزندان میهنم که مثل خودم از سن ۱۵ سالگی کارگر هستند؛ می‌روم. به دلیل اینکه نمی‌توانستم غم و غصه هموطنانم رو ببینم و ساکت باشم رفتم. قائم‌شهر قیامتی بود. همه جا شعار مرگ بر دیکتاتور می‌گفتند، جمعیت تو خیابان‌ها موج می‌زد. مزدورای خامنه‌ای که به وحشت افتاده بودن روی ما آتش باز نمودند. آن‌ها بی‌رحمانه با گلوله‌های جنگی به سمت ما شلیک می‌کردند. در لحظه‌ای پشت سرم سوخت و در جا افتادم. گلوله درست به پشت سرم اصابت کرده بود. آرام آرام، همهمه جمعیت کم شد و دیگر چیزی نمی‌شنیدم. لحظاتی حس کردم کنار دریا هستم و همان صحنه‌هایی که خودم فیلم گرفته بودم رو می‌دیدم. صحنه‌ای از خورشید رو که در دوردست‌ها غروب می‌کرد که خودم چند وقت پیش فیلم گرفته بودم. یادم آمد چهره مادرم رو دیدم، مادری که همه آرزوهایی که برایم داشت، برایش آرزو باقی ماندند. و بعد خودم به نور سرخ خورشیدِ درحال غروب پیوستم.

### خاکسپاری
پیکر وی در پایین روشن‌آباد، به خاک سپرده شد. مأموران امنیتی از تحویل جنازه خودداری می‌کردند و پس از اخذ تعهدنامه مبنی بر عدم برگزاری مراسم از پدر ابوالفضل، به دلیل ضرب شلیک مستقیم گلوله به پشت سر پیکر او را به خانواده‌اش تحویل دادند.